# Copella meinkeni
Copella meinkeni är en fiskart som beskrevs av Axel Zarske och Jacques Géry 2006. Copella meinkeni ingår i släktet Copella och familjen Lebiasinidae. Inga underarter finns listade i Catalogue of Life.